# Shell Pernis

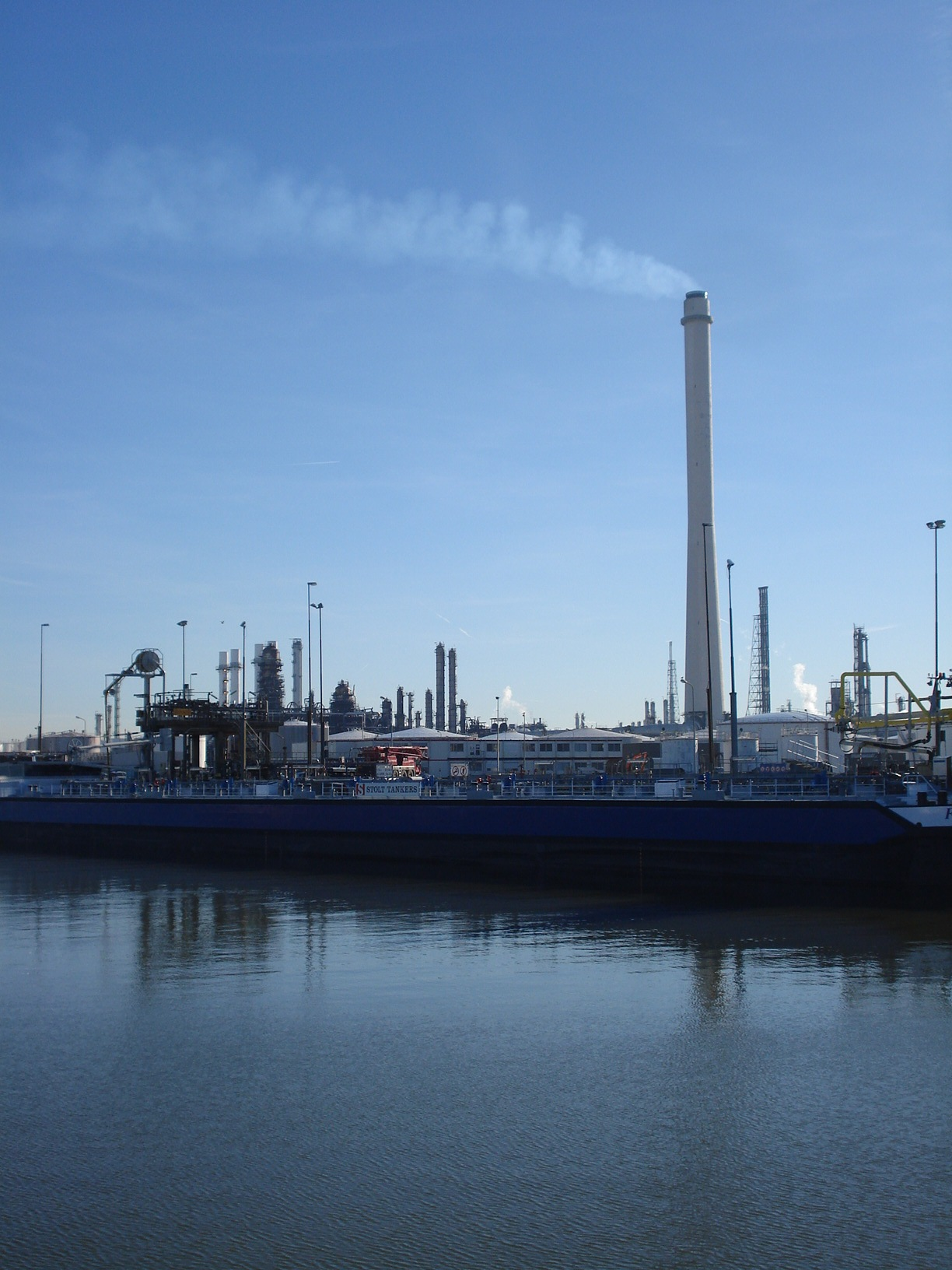
Een van de twee 213 meter hoge schoorstenen van Shell Pernis

Shell Pernis is een petrochemisch complex van Shell aan de Vondelingenplaat bij de Nederlandse plaats Pernis (gemeente Rotterdam), waar ruwe aardolie wordt verwerkt tot bruikbare producten zoals benzine, kerosine, diesel en grondstoffen voor de chemische industrie.
Door pijpleidingen zijn de fabrieken van Shell verbonden met de Maasvlakte Olie Terminal en Europoort Terminal, het onderdeel van de olieraffinaderij dat zorgt voor de ontvangst, de opslag en het verpompen van ruwe olie en nafta en Shell Moerdijk, een vestiging van Shell Nederland Chemie B.V.

## Geschiedenis

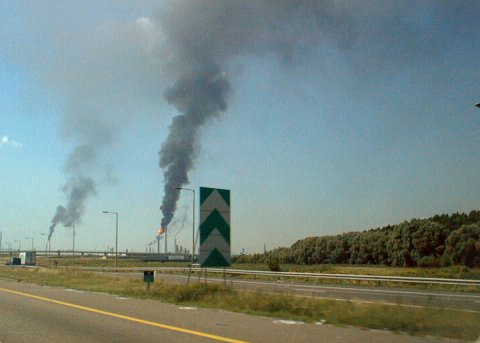
Stroomstoring van 14 juli 2005

### Benzine-inrichting
De raffinaderij is gestart in 1902 door de Koninklijke Nederlandsche Maatschappij tot Exploitatie van Petroleumbronnen in Nederlandsch-Indië (KNPM), een voorloper van Royal Dutch Shell. Deze zogeheten Benzine-Installatie (ook: Benzine-Inrichting) was gelegen aan de huidige Sluisjesdijk (toen nog: Hoogenoord genaamd) aan de Waalhaven in de Rotterdamse wijk Charlois. Op dit terrein bestond reeds een petroleumopslag sinds 1887, terwijl concurrent Standard Oil er sinds 1890 gevestigd was. Aanvankelijk werd hier de ruwe benzine uit Sumatra en Borneo verwerkt, waar de KNPM al raffinaderijen bezat. Het transport van benzine, aanvankelijk in houten vaten, werd zeer gevaarlijk bevonden, en het was de primitieve tankschepen aanvankelijk verboden om het Suezkanaal te bevaren, zodat men de benzine verbrandde en slechts de kerosine verkocht als lampolie. Dit bezorgde de KNPM een nadeel ten opzichte van concurrent Standard Oil. Omstreeks 1900 begon er een markt voor benzine te komen door de introductie van de benzinemotor en KNPM wilde zich ook van een deel van de markt verzekeren. Pas op 23 juli 1902 werd in Rotterdam de eerste ruwe benzine aangevoerd. Deze werd in de benzine-inrichting geherdistilleerd en verder verwerkt, waartoe enkele distillerketels met kolommen en koelers werden gebouwd, terwijl ook in opslagtanks was voorzien. Reeds in 1906 was de -ooit als gevaarlijk afvalproduct beschouwde- benzine, wegens de opkomst van de auto, goed verkoopbaar. KNPM-directeur Henri Deterding sprak toen: De verkopen gaan schitterend, ik vind voor iedere druppel benzine een markt.
In 1907 werd te Pernis een proeffabriek gebouwd voor het distilleren van Borneo-olie. Ook de aromatische verbindingen benzeen en tolueen, waar de Borneo-olie zo rijk aan was, werden hier uit de ruwe aardolie afgescheiden.
In 1918 werd een proefinstallatie voor asfalt gestart, omgezet in een fabriek. In 1919-1920 werd een installatie voor de zware fracties, zoals stookolie, gebouwd. In 1921 werd 34 kton ruwe olie uit Amerika verwerkt. Aardolie-asfalt kwam op voor de wegenbouw: 15 kton in 1922, 60 kton in 1923, meer dan 100 kton in 1925. Hier kwam ook een kraakinstallatie om de benzinefractie te vergroten.
Het opslagterrein aan de Sluisjesdijk werd echter te klein en de gemeente liet de Eerste Petroleumhaven graven tussen 1929 en 1933 voor de overslag van aardolie. In 1927 viel het besluit om de benzine-inrichting, geleidelijk uitgegroeid tot een raffinaderij, te verplaatsen naar Pernis.

### Pernis

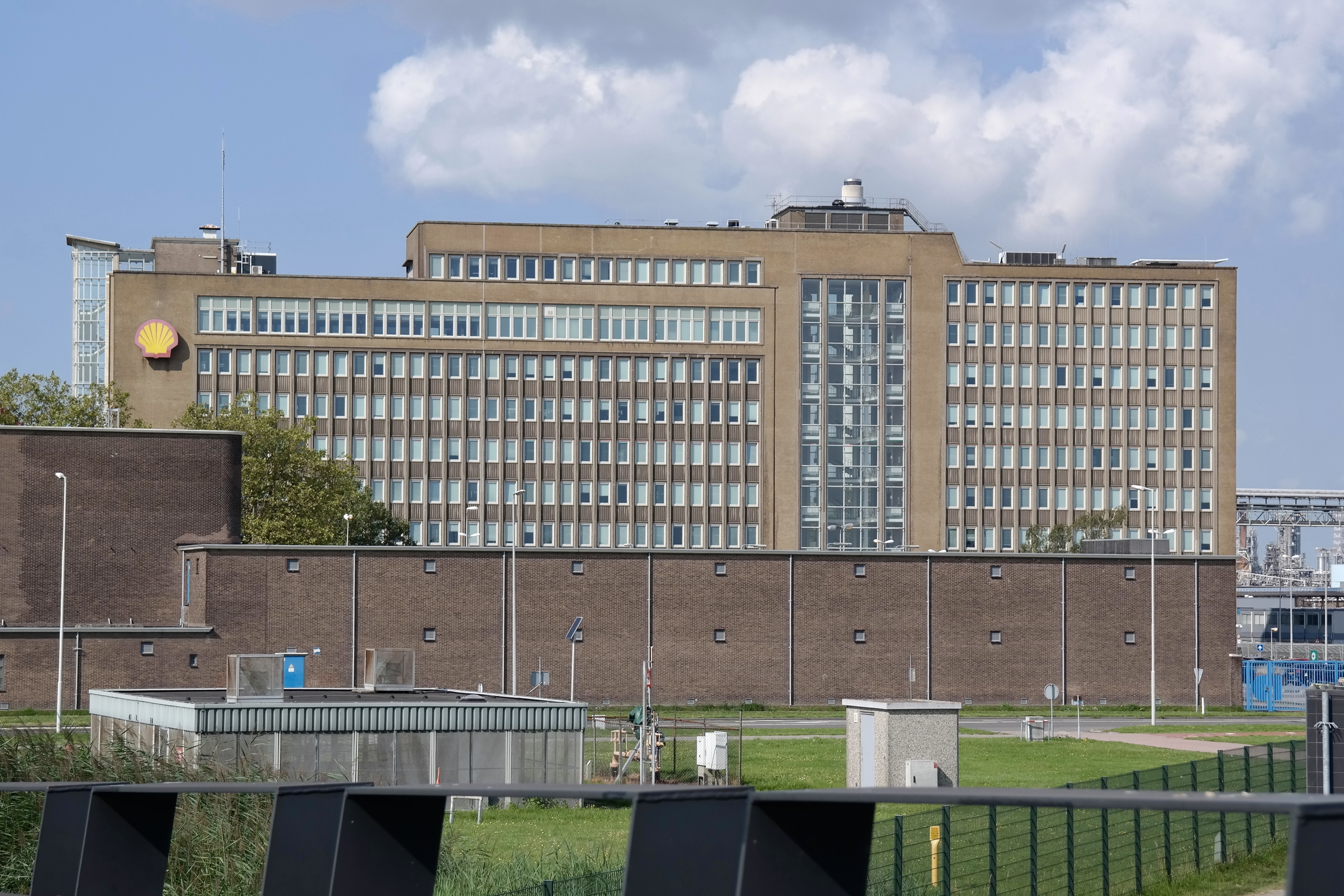
Het Centraal Kantoor van Shell aan de Vondelingenweg kwam in 1957 gereed

De benzine-inrichting verhuisde naar de huidige plaats aan de Vondelingenplaat te Pernis, waar de raffinaderij in 1936 in productie ging. Hier werd aanvankelijk 1 miljoen ton ruwe aardolie per jaar verwerkt. Er werkten toen 168 employés en 960 werklieden.
Vóór de Tweede Wereldoorlog waren er al plannen om petrochemische fabrieken te bouwen, om op aardolie gebaseerde grondstoffen voor de farmaceutische industrie en explosieven, verfstoffen en kunststoffen te vervaardigen. Het uitbreken van de oorlog vertraagde deze plannen. In 1945 liep de eerste tanker alweer binnen en in 1946 werd de vooroorlogse productiecapaciteit van 1 miljoen ton/jaar ruwe olie weer bereikt.
In 1949 kwamen de petrochemische fabrieken in bedrijf, hier werden gronstoffen voor pvc vervaardigd, alsmede Teepol, dat sterk verdund en geparfumeerd in de handel kwam als het afwasmiddel Lodaline. Begin jaren 50 van de 20e eeuw werkten op de Shell-raffinaderij al 2500 mensen. In 1959 werd de chemietak ondergebracht in Shell Nederland Chemie (SNC). Er werkten toen in totaal al 5500 mensen. Begin jaren 60 van de 20e eeuw was het personeelsbestand al toegenomen tot 5900, en daarnaast werkten er nog 2100 mensen op het terrein voor onderaannemers.
Met de verwerking van 25 miljoen ton ruwe olie per jaar werd de raffinaderij in 1969 de grootste raffinaderij ter wereld. 
Door de groeiende vraag naar chemische producten en onvoldoende uitbreidingsmogelijkheden op het terrein weken in 1970 de petrochemische fabrieken voor nieuwbouw uit naar het Industrieterrein Moerdijk.
Aan de snelle groei kwam een einde na de oliecrisis van 1973. Er bleek wereldwijd een overcapaciteit aan raffinage te bestaan en er braken een aantal jaren van teruggang aan. In 1977 werd nog maar 17 miljoen ton ruwe aardolie verwerkt, overeenkomend met 70% van de capaciteit. In de daaropvolgende jaren nam de productie weliswaar weer toe, maar de personeelsbezetting bleef, mede door efficiëntieverbetering, kostenreductie en dergelijke, steeds verder dalen.
In 2000 werden een aantal petrochemische fabrieken verkocht. Deze bevinden zich nog wel op het terrein maar zijn in andere handen overgegaan.
De huidige verwerkingscapaciteit is 20 miljoen ton ruwe olie per jaar. Het terrein meet 500 ha. De producten zijn: gasolie, dieselolie, benzine, kerosine, smeermiddelen, LPG en stookolie. De chemische fabrieken produceren polyolen en oplosmiddelen zoals alcoholen, aceton en glycolether. De nafta wordt in de chemiebedrijven ingezet.
Tot de nieuwere installaties behoort, naast een ontzwavelingsfabriek, een vergassingsinstallatie welke de zware aardolieresiduen omzet in syngas en een capaciteit heeft van 1650 ton/dag aan zware residuen. Het merendeel van dit syngas wordt omgezet in 285 ton/dag aan zuivere waterstof. Dit wordt gebruikt in de zogeheten hydrocracker, waarin 9000 ton/dag aan zware aardoliefracties wordt omgezet in lichtere fracties. De rest van het syngas wordt gebruikt in een warmte-krachtcentrale.

## Activiteiten

### Omvang
De raffinaderij van Shell Pernis (Shell Energy and Chemicals Park Rotterdam) is grootste van Europa en een van de grootste raffinaderijen ter wereld. Per dag worden 416.000 vaten ruwe olie verwerkt, dit is bijna 21 miljoen ton per jaar. Als de fabrieken voluit draaien, wordt er 750 liter ruwe olie per seconde verwerkt in de Crude Distillers. De 800 opslagtanks slaan ruim 5 miljard liter brandstof op (inclusief die van Europoort).

### Proces
De raffinaderij is in meerdere opzichten bijzonder:
- Er kunnen veel verschillende soorten ruwe olie verwerkt worden. De in 1989 gebouwde Hycon (Hydrogen Conversion) kraker verwerkt lichte, maar ook heel zware olie. Dit maakt de raffinaderij flexibel.
- Daarnaast kan de raffinaderij allerlei speciale producten maken (stoom, elektriciteit en zwavel).
- Op het terrein staan twee schoorstenen van 213 meter hoogte. Om bij de top te komen zijn er personenliften in aangebracht. Schoorsteen I is in 1968 voltooid. Deze verving 21 kleinere schoorstenen. De schoorsteen heeft een binnenbreedte van 8 meter. Tussen de buitenkant en de binnenschoorsteen is een ruimte van 75 centimeter waar zich een lift en een trap in bevinden. In 1974 werd de tweede schoorsteen voltooid.

Eind 2015 werd bekend dat Shell fors gaat investeren in de locatie. Er wordt een nieuwe installatie gebouwd waarmee meer soorten ruwe olie kunnen worden verwerkt en verder meer lichtere brandstoffen, zoals diesel waarop de marges hoger zijn, worden geproduceerd. Financiële details zijn niet vermeld maar CEO Ben van Beurden had al eerder aangekondigd dat Shell honderden miljoenen euro gaat investeren in Pernis. Aan de bouw van de nieuwe installatie, tussen 2016 en eind 2018, zullen maximaal ongeveer duizend mensen werken. De werkgelegenheid blijft ook na de investering gelijk op zo'n 2100 vaste banen.

### Producten
- De belangrijkste producten die door de raffinaderij worden gemaakt zijn diesel, benzine, lpg en stookolie. Er loopt een directe leiding naar Schiphol om vliegtuigen te voorzien van kerosine.
- De belangrijkste producten die door de chemische bedrijven worden gemaakt zijn polyolen, oplosmiddelen (als aceton, alcoholen en glycolen) en propeen.

## Calamiteiten
- Op de windstille en mistige zaterdagmorgen 20 januari 1968 rond half vijf werd Hoogvliet opgeschrikt door een zware ontploffing, die enorm veel glasschade veroorzaakte. Er vielen twee doden, negen personen belandden in het Zuiderziekenhuis en 76 personen hadden lichte verwondingen. Een aantal fabrieken op het terrein werd compleet verwoest en van het Nieuwe Maas kantoor, waar doordeweeks tientallen mensen werkten, bleef alleen het betonnen skelet staan. Een complete pijpenbrug zakte door z'n pijlers en blokkeerde de straat. Er volgde een grote brand, die slecht was te blussen. De eigen bedrijfsbrandweer kreeg versterking van de gemeentelijke brandweer uit de omgeving. Tanks liet men uitbranden, na van onderuit zoveel mogelijk brandbare stof weggepompt te hebben.[3]

De oorzaak was waarschijnlijk een gaswolk, die was ontstaan in een slobtank met een grote hoeveelheid lichte koolwaterstoffen, die onder een dikke laag zware olie door verhitting met stoom overhit was geraakt. De dampwolk verliet de tank door de open zwanenhalzen in het dak van de tank en werd aangestoken door een in de buurt staand fornuis.
- In 2005 maakte een stroomstoring het gecontroleerd stilleggen van alle fabrieken op de Vondelingenplaat, waaronder de raffinaderijen van Shell, noodzakelijk. Het affakkelen van overtollige koolwaterstoffen ging daarbij gepaard met veel rookontwikkeling, vanwege onvoldoende beschikbaarheid van stoom. Stankoverlast in Rotterdam was het gevolg.